# Volker Foertsch
Volker Foertsch (* 1934; † April 2018) war ein deutscher Geheimdienstler, der als Erster Direktor des Bundesnachrichtendienstes (BND) von 1989 bis 1994 die Abteilung Beschaffung und anschließend bis 1998 die Abteilung Eigensicherung leitete. Bekannt wurde er durch gegen ihn gerichtete Spionagevorwürfe in den 1990er Jahren.

## Leben
Volker Foertschs Vater war Hermann Foertsch, ehemaliger Generalleutnant der Wehrmacht und alter Vertrauter und Mitarbeiter des BND-Gründers Reinhard Gehlen. Volker Foertsch trat 1953 dem BND-Vorläufer Organisation Gehlen bei. Von 1954 bis 1957 studierte er Wirtschaftswissenschaft in Hamburg und München. 1957 trat er hauptamtlich in den BND ein, bekam dort den Decknamen Fleming und arbeitete bei der politischen Beschaffung und anschließend als Referent im Leitungsstab. In den 1960er übernahm er Kommunikationsaufgaben für die Organisationseinheit 85, die sich um die Ermittlung NS-belasteter Dienstangehöriger im BND bemühte. 1989 zum Abteilungsleiter befördert, leitete er von Juni 1989 bis zum Februar 1994 die Abteilung I (Beschaffung), zu deren Aufgabengebiet die Führung nachrichtendienstlicher Verbindungen gehört. Von 1994 bis 1998 war er Leiter der Abteilung V (Sicherheit). Foertsch soll auch zeitweise Direktor der vom BND betreuten deutschen Stay-behind-Organisationen gewesen sein.
Foertsch soll nach Medienberichten einer der Hauptbeteiligten am Journalisten-Skandal, der Bespitzelung von Journalisten durch den BND im Inland, gewesen sein. So soll dieser den Kontakt zu kritischen Journalisten hergestellt und diese anschließend „abgeschöpft“ haben.
Foertsch wurde in der sogenannten „Rübezahl-Affäre“ von eigenen Mitarbeitern bezichtigt, ein Zuträger des russischen Inlandsgeheimdienstes FSB zu sein. Diese Vorwürfe stammten von BND-Mitarbeiter Hauptmann Norbert Juretzko, der sie von einer russischen Quelle (Deckname Rübezahl) erhalten haben wollte. Juretzko hat zwei Bücher geschrieben (Im Visier und Bedingt Dienstbereit, beide in Zusammenarbeit mit Wilhelm Dietl), die auch dieses Thema behandeln. Der BND ließ Foertsch daraufhin mit Unterstützung des Bundesamtes für Verfassungsschutz 16 Monate lang überprüfen. Auf Grund eines Anfangsverdachts schaltete der BND nach Rücksprache mit dem Bundeskanzleramt die Bundesanwaltschaft ein. Diese stellte jedoch bereits wenige Tage später am 12. Mai 1998 das Verfahren ein, da der Verdacht ausgeräumt sei (§ 170 Abs. 2 StPO). Der Fall wurde der Münchner Staatsanwaltschaft übergeben, die nach kurzer Zeit Anklage wegen Betrugs gegen Juretzko und einen weiteren Mitarbeiter erhob. Wegen Betrugs und Urkundenfälschung im Zusammenhang mit den angeblich von „Rübezahl“ gelieferten Hinweisen verurteilte das Landgericht München I Juretzko am 21. Januar 2003 zu elf Monaten Freiheitsstrafe auf Bewährung. Foertsch ließ sich auf eigenen Wunsch vorzeitig in den Ruhestand versetzen, sechseinhalb Monate vor Vollendung des 65. Lebensjahres, zu dem er regulär in den Ruhestand eingetreten wäre.
Foertsch war Beisitzer im Vorstand des Gesprächskreises Nachrichtendienste in Deutschland (GKND) mit Sitz in Berlin und lebte in München. Er verstarb im April 2018.